# Narancshátú trupiál
A narancshátú trupiál (Icterus croconotus) a madarak osztályának verébalakúak (Passeriformes) rendjébe, azon belül a csirögefélék (Icteridae) családjába tartozó faj.
Magyar neve forrással nincs megerősítve.

## Rendszerezése
A fajt Johann Georg Wagler német ornitológus írta le 1829-ben, a Psarocolius nembe Psarocolius croconotus néven, innen helyezték jelenlegi helyére. Egyes szervezetek szerint a fehérszárnyú trupiál (Icterus icterus) alfaja Icterus icterus croconotus néven.

## Előfordulása
Dél-Amerikában, Argentína, Bolívia, Brazília, Kolumbia, Ecuador, Guyana, Paraguay és Peru területén honos. Természetes élőhelyei a szubtrópusi és trópusi síkvidéki esőerdők. Állandó, nem vonuló faj.

## Megjelenése
Testhossza 23 centiméter, az átlagos testtömege a hímnek 48 gramm, a tojóé 41 gramm.
|  |

## Életmódja
Ízeltlábúakkal, kisebb gerincesekkel, gyümölcsökkel és nektárral táplálkozik.

## Természetvédelmi helyzete
Az elterjedési területe nagyon nagy, egyedszáma pedig növekszik. A Természetvédelmi Világszövetség Vörös listáján nem fenyegetett fajként szerepel.